# Умљена
Умљена (мкд. Умлена) је насеље у Северној Македонији, у источном делу државе. Умљена је у саставу општине Пехчево.

## Географија
Умљена је смештена у источном делу Северне Македоније. Од најближег града, Берова, насеље је удаљено 10 km северно.
Насеље Умљена се налази у историјској области Малешево. У области Малешевских планина, на северном ободу Беровског поља. Југоисточно од насеља тече река Брегалница горњим делом свог тока. Надморска висина насеља је приближно 880 метара. 
Месна клима је планинска због знатне надморске висине.

## Становништво
Умљена је према последњем попису из 2002. године имала 354 становника.
Претежно становништво у насељу су етнички Македонци (100%).
Већинска вероисповест месног становништва је православље.